# Pozo de Aróstegui
Pozo de Aróstegui är en ort i Mexiko.   Den ligger i kommunen Valle de Santiago och delstaten Guanajuato, i den centrala delen av landet, 230 km väster om huvudstaden Mexico City. Pozo de Aróstegui ligger 1 750 meter över havet och antalet invånare är 883.
Terrängen runt Pozo de Aróstegui är kuperad söderut, men norrut är den platt. Runt Pozo de Aróstegui är det ganska tätbefolkat, med 111 invånare per kvadratkilometer. Närmaste större samhälle är Valle de Santiago, 6,6 km nordväst om Pozo de Aróstegui. Trakten runt Pozo de Aróstegui består till största delen av jordbruksmark.